# Rayveness
Rayveness (Jamestown, Carolina del Norte; 19 de junio de 1972) es una actriz pornográfica estadounidense con una extensa trayectoria, ex cuáquera y miembro del Salón de la Fama de AVN y del Salón de la Fama de XRCO.

## Biografía
Antes de comenzar a trabajar como actriz porno, trabajó como vendedora de Avon, canguro y luego en varios restaurantes de comida rápida. Comenzó a trabajar en la pornografía a la edad de 18 años.
Rayveness inició en la industria porno a los 18 años en 1990, e inicialmente actuó únicamente con su entonces marido (conocido por el seudónimo de Red Boan) y otras estrellas femeninas. Su nombre artístico es de origen indio y significa "del espíritu”. En 1997 se divorció de su marido Red Boan y comenzó a trabajar con otros actores masculinos. En 2000 contrajo matrimonio nuevamente, esta vez con el actor porno Tod Alexander, de quien se divorció en 2003.
En 2000 se tomó un descanso de la industria del cine para adultos para seguir actuando en la industria del cine convencional. Se teñía el pelo de rojo y usaba lentes de contacto marrones para reducir al mínimo la posibilidad de que alguien la reconociera. Rayveness interpretó un papel con diálogo en Policías de Nueva York y participó en Camino a la guerra con el papel de Lynda, la hija mayor del presidente Lyndon B. Johnson. Regresó a la industria para adultos en 2003 después de la muerte de John Frankenheimer, quien era su principal conexión en la industria dominante.
En 2006 fue nominada a los premios XRCO como la "MILF del año".
Rayveness tomó un segundo descanso de la industria del cine pornográfico de junio de 2006 a agosto de 2007, para tener un hijo por fertilización in vitro.
En julio de 2009 se convirtió en la primera estrella contratada para el estudio Girlfriends Films, contrato que le permitió continuar actuando en escenas heterosexuales para otros estudios.
En febrero de 2011 anunció su retiro de la industria de la pornografía a través de Twitter. En julio de 2012 actuó nuevamente en una escena para Reality Kings, pero se retiró de nuevo en diciembre de ese año.
Volvió a la industria en 2021, bajo el alero de la compañía TeamSkeet y su serie temática PervNana.

## Vida personal
En 1998 contrajo matrimonio con el también actor porno Dizzy Blonde, del que se divorció en diciembre de 2001.
En febrero de 2007, nació su primer hijo, fruto de la fertilización in vitro, aunque no ha hecho público el nombre del padre. En su página de Myspace, dijo que tenía planeado seguir trabajando en la industria del porno.